# Ла Мартела (Матера)
Ла Мартела (итал. La Martella) је насеље у Италији у округу Матера, региону Базиликата.
Према процени из 2011. у насељу је живело 1888 становника. Насеље се налази на надморској висини од 197 м.